# 多脉水东哥
多脉水东哥（学名：Saurauia polyneura）为猕猴桃科水东哥属下的一个种。

## 扩展阅读
- 維基物種上的相關：多脉水东哥